# Червоний кролик
Червоний кролик — роман у жанрі шпигунського трилера, написаний Томом Кленсі та виданий 5 серпня 2002 року. Сюжет розгортається через кілька місяців після подій роману «Ігри патріотів» (1987) і описує спробу замаху на Папу Римського Івана Павла II у 1981 році. Головний герой творів Кленсі Джек Раян, нині аналітик Центрального розвідувального управління, бере участь у переміщенні (ексфільтрації) радянського перебіжчика, майора КДБ, який хоче зупинити змову в КДБ, організовану з метою вбивства понтифіка.
Книга дебютувала під номером один у списку бестселерів «Нью-Йорк таймс» у серпні 2002.

## Короткий зміст сюжету
У 1982 році Папа Римський Іван Павло II відправляє листа комуністичному польському уряду, в якому зазначає, що він піде у відставку з папства та повернеться до свого рідного міста, якщо вони не припинять репресії проти контрреволюційних рухів у Польщі, зокрема проти профспілки «Солідарність». Під назвою «Варшавський лист» його згодом пересилають до Москви, що викликає лють та глибоке занепокоєння у голови Комітету державної безпеки (КДБ) Юрія Андропова. Він приходить до висновку, що погроза Папи ставить під загрозу існування прорадянських урядів у Східній Європі, які, на думку багатьох, вже перебувають в стані занепаду. Юрій Андропов вирішує спланувати вбивство Папи Римського, як єдиний спосіб зберегти організацію Варшавського договору.
Оскільки викриття змови привело б до непередбачуваних наслідків, план змови засекречують під кодом «15-8-82-666», а на роль вбивці вибирається максимально віддалений від Східного блоку турок-мусульманин (вважається, що це Мехмет Алі Агджа — терорист, який вчинив замах на Папу у 1981). Щоб запобігти ймовірному розкриттю замовників планується, що вбивцю буде відразу ж ліквідовано офіцером Комітету державної безпеки Болгарії Борисом Строковим. План операції було схвалено Політбюро ЦК КПРС.
Тим часом Олег Зайцев, офіцер-шифрувальник КДБ, який за службовими обов'язками мав доступ до секретного спілкування центру з резидентурами КДБ по всьому світу, дізнається про план вбивства Папи та обурюється перспективою вбивства невинної людини заради політичних цілей. Він вирішує зв'язатися з американським дипломатом, якого випадково побачив у метро. Цим американським дипломатом виявляється керівник резидентури ЦРУ Едвард Фолі. Згодом він та його дружина, також агент ЦРУ, Мері Пет, допомагають Зайцеву у втіленні наміру втекти, а потім бути вивезеним із Радянського Союзу разом із сім'єю в обмін на надання інформації про заплановане вбивство, змову, а також імена агентів глибокого проникнення КДБ в американському та британському урядах.
Фолі доручають Зайцеву привезти свою родину до Будапешта, в Угорщину, під виглядом відпустки. Потім їм мають допомогти офіцери британської секретної розвідувальної служби, які чекатимуть у місті, тому що резидентура ЦРУ там скомпрометована; в результаті Джека Раяна, колишнього морського піхотинця та представника ЦРУ в SIS у Лондоні, відправляють туди представляти агентство. Зайцевих виводять з готелю, де вони зупинилися. Потім у супроводі Раяна їх каналами контрабандистів переправляють до Югославії, звідки вони негайно вилітають до Сполученого Королівства. Агенти SIS підкидають трупи, які фізично ідентичні родині, у їхній готельний номер, який потім підпалюють, таким чином інсценуючи смерть від нещасного випадку, щоб КДБ не дізнався про перебіжчика і компрометацію своїх секретів.
Опинившись в Англії, Зайцев розкриває частину своїх секретів, розповідає те що він знає про план вбивства Папи. Раяна відправляють на площу Святого Петра у Ватикані, щоб супроводжувати британських офіцерів SIS на місці, щоб з'ясувати, як відбуватиметься напад на Папу Римського, а також спробувати його попередити та схопити стрілка. На щотижневій аудієнції у Папи Раяну вдається захопити Строкова; однак у Папу стріляє справжній кілер, турок. Стрільця після перших пострілів знешкоджує натовп, а понтифік згодом одужує від ран. Потім з'ясовується, що Строков був страчений британцями в якості помсти за вбивство радянського перебіжчика Георгія Маркова, що трапилось на британській землі чотири роки тому.

## Персонажі

### США та Британія
- Джек Раян: офіцер зв'язку Центрального розвідувального управління з розвідувальною службою МІ6, в минулому морський піхотинець
- Ед Фолі: начальник відділу ЦРУ в Москві, працює під прикриттям пресаташе посольства США
- Мері Пет Фолі: співробітник ЦРУ, дружина Еда Фолі
- Маргарет Тетчер: прем'єр-міністр Великобританії; доручає зробити все можливе щоб зупинити замах, потім вирішує долю кіллера
- Сер Безіл Чарлстон: начальник Секретної розвідувальної служби МІ6
- Саймон Гардінг: аналітик SIS, який працює безпосередньо з Раяном
- Артур Мур: директор Центрального розвідувального управління
- Джеймс Грір: заступник директора ЦРУ з розвідки, симпатизує Раяну
- Роберт Ріттер: заступник директора ЦРУ з операцій. Не довіряє Раяну, бо той є аналітиком, якому приходиться брати участь у польових операціях
- Кеті Раян: хірург-офтальмолог, працює за програмою обміну в лікарні Св. Гая в Лондоні; дружина Джека Раяна

### СРСР та Болгарія
- Олег Іванович Зайцев: офіцер зв'язку в Комітеті державної безпеки, пізніше перебіжчик до Сполучених Штатів (перебіжчиків у лексиконі ЦРУ називали «Кролик»)
- Юрій Андропов: голова КДБ, віддає наказ підготувати план замаху на Папу; планує зайняти пост Генерального секретаря ЦК КПРС невдовзі
- Леонід Брежнєв: Генеральний секретар ЦК КПРС, схвалює план Андропова вбивства Папи
- Полковник Олексій Миколайович Рождественський: офіцер із Першого головного управління КДБ, досвідчений оперативний працівник; виконує оперативне планування замаху на Папу
- Полковник Борис Андрійович Строков: офіцер болгарської розвідки KDS, що вже допомагав КДБ в організації і виконанні політичних вбивств

## Теми
«Червоний кролик» має схожі елементи з романом-трилером Фредеріка Форсайта «День шакала» (1973), хоча вбивця «ніколи не буває настільки усвідомленим і таким симпатичним, як шакал». Крім того, у романі Кленсі обговорює ремесло шпигунства, а також життя в Москві до розпаду СРСР.

## Рецепція
Роман отримав неоднозначну оцінку. Марк Керазіні зазначив у своєму есе про роман: «Після історичних подій 11 вересня 2001 року ностальгічна подорож назад у холодну війну могла бути не тією, яку чекали шанувальники роману Тома Кленсі». У змішаній рецензії тижневик Publishers Weekly висміяв відсутність напруги, яка є «розчаруванням, коли інші автори (наприклад, Форсайт у „Дні шакала“) показали, що в змові про вбивство, яке судилося провалитися, може бути напруги достатньо щоб ударити майстра йоги». Книга також була примітна тим, що ігнорувала справжню історію, оскільки CNN нагадала, що події в «Іграх патріотів» відбуваються після весілля принца Чарльза та принцеси Діани, яке, своєю чергою, відбувається після замаху на Папу Римського Івана Павла II.
І навпаки, книгу хвалили за «правдоподібний та енциклопедичний» сюжет; Publishers Weekly зауважив: «Надзвичайно захоплююче читати, як Кленсі грає за таким вірогідним сценарієм — чи є у світі письменник, який привносить стільки правдоподібності в сцени, як високі (засідання Політбюро), так і низькі (подробиці шпигунства та повсякденне радянське життя) ?» Газета «Вашингтон пост» високо оцінила книгу, зазначивши: «Кленсі вміло рухається серед великої групи персонажів у Вашингтоні, Лондоні та Москві та ефективно розвиває багатьох із них. [Його] стиль покращився після незграбної прози та роботизованих діалогів в ранніх романах».